# Colobothea flavoguttata
Colobothea flavoguttata là một loài bọ cánh cứng trong họ Cerambycidae.